# ヒゲドチザメ
ヒゲドチザメ Furgaleus macki はドチザメ科に属するサメの一種。ヒゲドチザメ属 Furgaleus は単型である。主に西オーストラリアの大陸棚の海底に生息し、岩礁や藻場を好む。頭部後方の背面が隆起することと、鼻孔に1対の髭を持つことが特徴である。全長1.6mに達する。
餌は主にタコ。胎生で、雌は1年おきの夏から秋に、4-28匹の仔魚を出産する。人には危害を加えない。肉を目的に漁獲され、一時期は大きく個体数が低下した。IUCNは保全状況を軽度懸念としている。

## 分類
1943年、科学誌 Australian Zoologist において、オーストラリアの魚類学者Gilbert Percy Whitleyによって Fur macki の名で記載された。その後、属名 Fur は既にオドリバエ科の1属に用いられていることが判明し、1951年、Whitleyによって属名は Furgaleus に変更された。タイプ標本は50cmの未成熟雄で、ビクトリア州のモーディアロックで捕獲されたものである。分布域西部の個体はかつて別種 F. ventralis とされていたが、レオナルド・コンパーニョによる比較研究で顕著な差異が見つからなかったため F. macki と同種とされた。
また、この比較研究では本種とエイラクブカ属・ホカケドチザメ属・セビロドチザメが単系統群を構成すると判断され、共にIagini族に含められた。その後2006年、4つのタンパク質コーディング遺伝子を用いた分子系統解析では、本種とエイラクブカ属が姉妹群であることは示されたが、ホカケドチザメ属と近縁であることは否定された。

## 形態

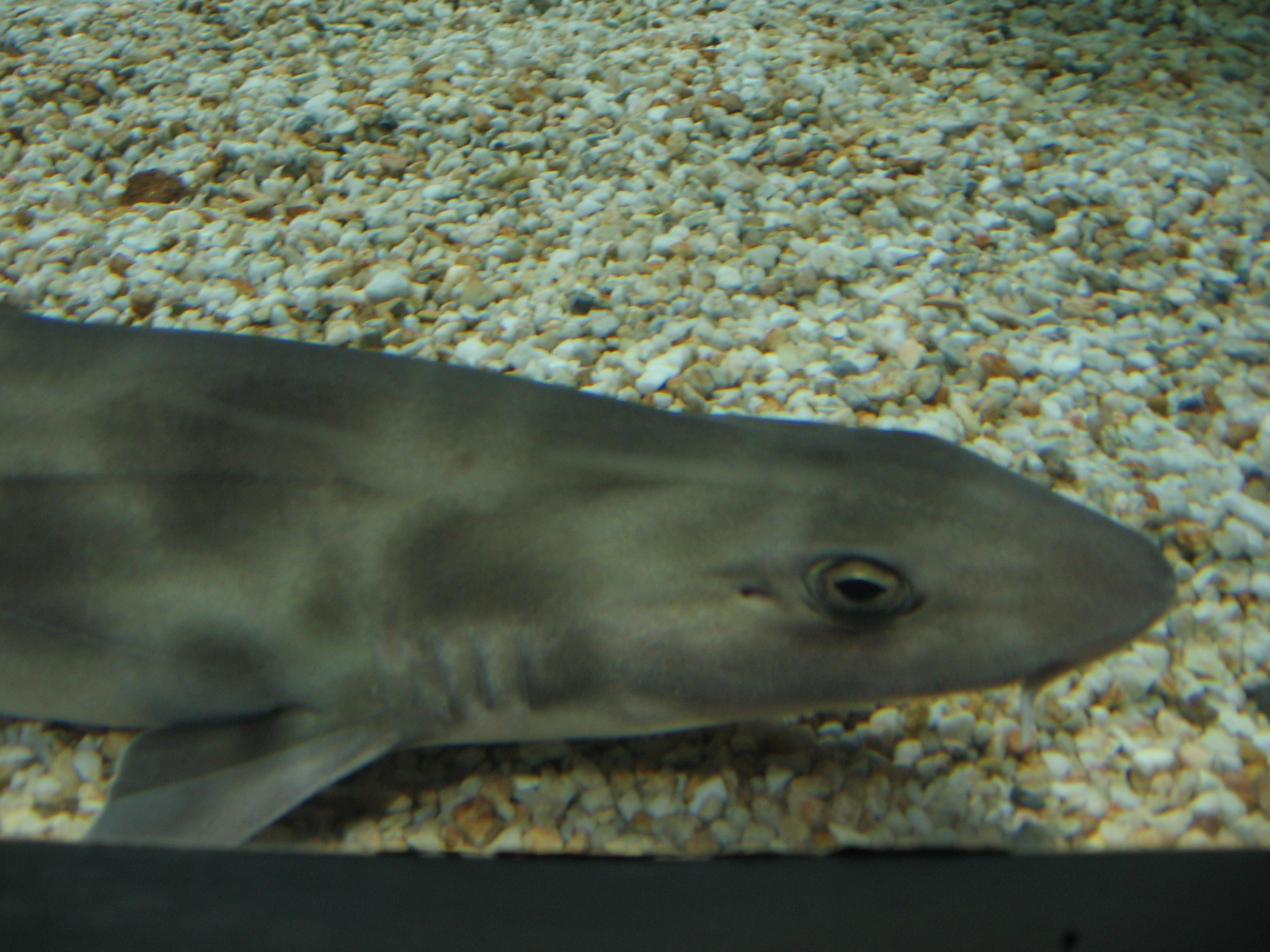
鼻孔の髭と隆起した背中が特徴である。

体はある程度頑丈で、頭部の後方が隆起する。吻は短くて丸く、上から見ると楔型である。ドチザメ科としては唯一、前鼻弁が伸びて細い髭となる。眼は楕円形で上部にあり、瞬膜を備える。眼の下には明瞭な隆起線があり、その後方には小さな噴水孔がある。口は短く広い弧を描き、唇褶はやや長い。歯列は上顎で24–32、下顎で36–42。上顎歯は傾き、ナイフ状の尖頭と、その後ろに続く少尖頭を持つ。下顎歯は1本の上向きの尖頭を持つ。鰓裂は5対。
第一背鰭は大きく、胸鰭の先端より後方に起始するが、それでも起始点は腹鰭より胸鰭の基部に近い。第二背鰭は第一とほぼ同じ大きさで、臀鰭より僅かに前方に位置する。臀鰭は背鰭よりかなり小さい。尾鰭下葉は短く、上葉先端の腹側には深い欠刻がある。成体の背面は灰褐色、腹面はそれより淡い。幼体は全体に淡色で、暗い鞍状の模様や斑点が体・鰭に散らばる。この模様は成長とともに消失する。1.6m・13kgまで成長する。

## 分布
オーストラリアの固有種で、温帯域、220m以浅の大陸棚の海底で見られる。西オーストラリア州のノースウェストケープからタスマニア島のウィンヤードまで分布する。分布域の南西部、カルバリからアルバニーの範囲で最も普通に見られ、ビクトリア州とタスマニアでは珍しい。分布域からは、全体が単一の個体群に属すると推測される。岩礁や昆布棚を好む。

## 生態

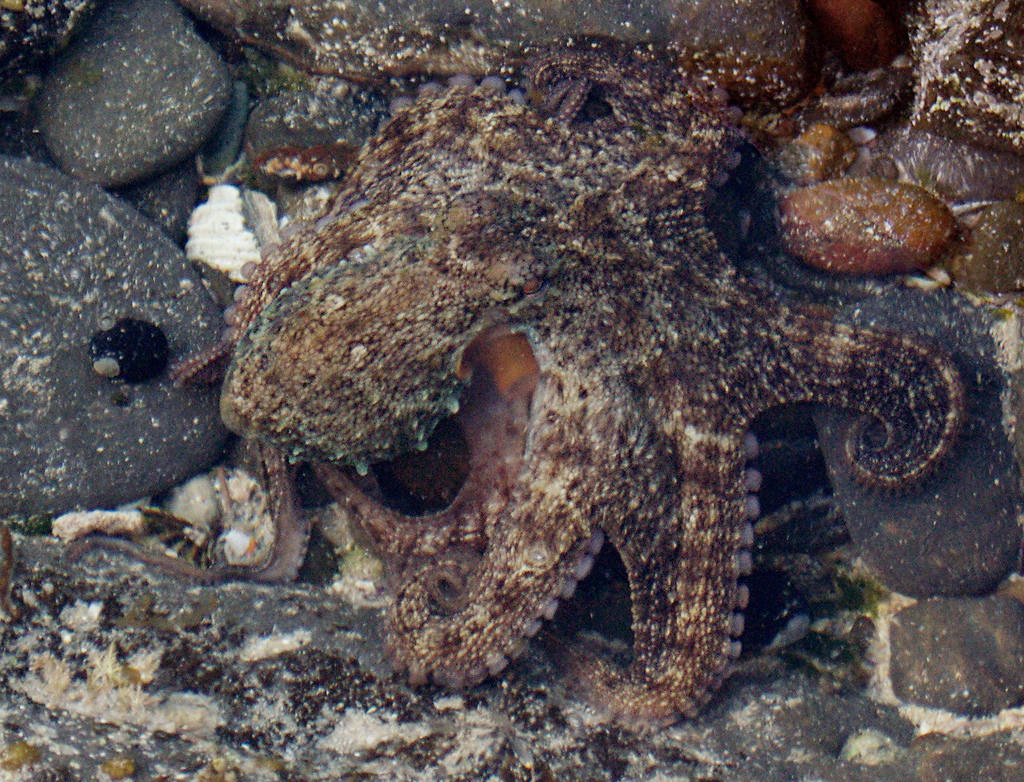
タコが主な獲物となる。

活発な捕食者で、タコを主に捕食する。胃内容物からは、頭足類・硬骨魚・小さなミナミイセエビ属・ユムシ類・海草も見つかっている。寄生虫として条虫の Calliobothrium pritchardae が知られている。
他のドチザメ類のように胎生で、胎児は卵黄で成長した後、おそらく母体が分泌する子宮乳を利用して育つ。雄は毎年、雌は隔年で繁殖する。交尾は8-9月で、雌は翌年の1-4月に排卵が起きるまで精子を貯めておく。妊娠期間は7–9ヶ月で、8-10月に出産する。産仔数は4–28（平均19）で、母体の大きさに応じて変化する。出生時は22-27cm。
幼体は漁業活動で捕獲されることが少なく、かなり深い場所を成育場としていることが推測される。生後15-17ヶ月で全長は2-3倍になり、3-4歳頃までは急速に成長を続ける。雄で5歳、雌で7歳、雌雄ともに1.1-1.3mで性成熟する。成体はおそらく繁殖にエネルギーを割くために、成長がかなり遅くなる。寿命は最大15年ほど。

## 人との関連
人に危害は加えない。肉を目的とした商業漁業が営まれる。オーストラリアで"flake"として販売されるサメの一種である。ドタブカ・ハグキホシザメとともに西オーストラリアの漁業で標的とされ、現在は Western Australian Joint Authority Southern Demersal Gillnet and Demersal Longline Fishery (JASDGDLF) によって管理されている。漁は少数の底延縄漁船によって1940年代に始められ、1970年代にモノフィラメントを用いた刺し網・水力学を考慮した網上げ機等が導入される以前はまで漁獲量はそれほど多くなかった。1980年代初頭には400-600t/年の漁獲があり、この時代がピークだった。この乱獲によって、1980年代半ばには個体数は30%以下にまで低下し、西オーストラリア州政府はこれ以上の個体数の減少を防ぐための回復させるための管理計画を進めることになった。
1995年、西オーストラリアのサメ漁業管理諮問委員会は、2010年11月までに漁獲努力量の削減を通して、本種の資源量を元の40%まで回復させることを勧告した。2000年1月までにこの漁獲努力量の削減は計画通りに進んでいないが、それでも努力当たり漁獲量 (CPUE) の予備データからは、個体数の増加が示唆されている。2004年5月の調査では、漁獲量の12% (153t) を構成していた。オーストラリア南部の Southern Shark Fishery (SSF) においても少数が漁獲されているが、これは問題となるほどのものではない。個体数が監視されて安定しており、漁業が適切に管理されていることから、IUCNは保全状況を軽度懸念としている。